# Liège-Bastogne-Liège 2011
Liège–Bastogne–Liège 2011 a fost ediția 97 a cursei clasice de ciclism Liège–Bastogne–Liège, cursă de o zic care s-a desfășurat pe data de 24 aprilie 2011 pe distanța de 255,5 km.

## Rezultate
|    | Ciclist                    | Echipă                 | Timp       |
| -- | -------------------------- | ---------------------- | ---------- |
| 1  | Philippe Gilbert (BEL)     | Omega Pharma-Lotto     | 6h 13' 18" |
| 2  | Fränk Schleck (LUX)        | Leopard Trek           | t.e.       |
| 3  | Andy Schleck (LUX)         | Leopard Trek           | t.e.       |
| 4  | Roman Kreuziger (CZE)      | Astana                 | + 24"      |
| 5  | Rigoberto Urán (COL)       | Team Sky               | + 24"      |
| 6  | Chris Anker Sørensen (DEN) | Team Saxo Bank-SunGard | + 24"      |
| 7  | Greg Van Avermaet (BEL)    | BMC Racing Team        | + 27"      |
| 8  | Vincenzo Nibali (ITA)      | Liquigas-Cannondale    | + 29"      |
| 9  | Björn Leukemans (BEL)      | Vacancesoleil-DCM      | + 39"      |
| 10 | Samuel Sánchez (ESP)       | Euskaltel-Euskadi      | + 39"      |